# ハプログループO1a (Y染色体)
ハプログループO-M119 (Y染色体)（ハプログループO-M119(Yせんしょくたい)、系統名称ハプログループO1aとは、分子人類学で用いられる、人類のY染色体ハプログループの分類のうち、ハプログループOのサブクレード（細分岐）の一つで、「M119」の変異で定義づけられる系統である。

## 概要
O-M119系統は台湾先住民に66.3%-89.6%の高頻度で観察され、東南アジアの半島、島嶼部（ニアス島で100%）、オセアニアにも高頻度であり、オーストロネシア語族との関連が想定される。O-M119は現代中国に於いては全国男性人口の約11.06%を占めるが、その大半（中国全国男性人口の約5.95%）は今より約5,440年前または4,622（95% CI 5,597 - 3,809）年前に一人の共通祖先をもち良渚文化と関係があろうと推測されているO-F81というサブクレードに属している。
日本ではO-M119は平均して約1.2%の男性に見られるが、最大3.4%（9/263、詳細は鳥取県1/2、青森県1/3、広島県1/3、愛知県1/6、岡山県1/6、福島県1/6、埼玉県1/13、千葉県2/45）観察された例があり、日本に於ける分布が本州西部の中国地方に偏っている可能性がある。日本に於けるO-M119のサブクレード等の詳細は未だほとんど公表されていないが、FamilyTreeDNAのデータベースでは父系の祖先が日本出身として登録されていて、なおかつO-M119に属している6人のうち、4人のY-DNAハプログループがO-CTS52と既に特定されており、中国に於いてO-M119の帰属人口の大半を占めるO-F81と特定されている日本出身者または日系人が2024年現在1人もいない（残りの2人についてはO-M119に属すという事以上の詳しい情報が登録されていない）。
古人骨では、良渚文化の遺跡(3300BC-2100BC)で60％以上の高頻度で発見されている。

## 国内の頻度
- 沖縄　0%（沖縄[16]）、1.2%（沖縄[17]）
- 九州　0% （長崎市学生[13]）、1.9% （九州[16]）、2.0% （福岡市成人男性[13]）
- 徳島　0%（徳島[18]）、0% 徳島[19]、1.8%（徳島市学生[13]）
- 本州　0%（金沢市学生[13]）、0%（静岡[18][20]）、0%（東京[3][20]）、0%（青森[18]）、0.9%（川崎市学生[13]）、1.2%（大阪市成人男性[13]）、2.0% (茨城[19])、2.3% (山口[19])、3.0%（金沢市成人男性[13]）、4.5%（千葉[20]）
- 札幌　1.0%（札幌市成人男性[13]）、1.3%（札幌市学生[13]）

## 系統樹
ハプログループO系統の分岐については主に2018年1月1日改訂のISOGGの系統樹（ver.13.01）によるが、一部23mofang及びFTDNAの系統樹にならい改訂した箇所あり。
- O1a(旧O1) (M119)：中国南部、台湾先住民に多い[8]。オーストロネシア語族と関連[22]。
  - O-MF35811 - 中国[6]
  - O-Y14027
    - O1a1 (B384/Z23193)
      - O1a1a (M307.1/P203.1)
        - O1a1a1 (F446)
          - O1a1a1a (F140)
            - O-K611/Z23455
              - O-SK1530 (MY212, MF200736) - インドネシア[5][4]（ディエン高原[1]）、パプアニューギニア[4]
              - O-L316.2 - 中国[4][5][23]（男性人口の約0.19％を占め、主に江西省、台湾、広東省、広西チワン族自治区、福建省等に分布[24]）、台湾[5][23]、フィリピン[4]、タイ[4][23]
              - O-F206
                - O1a1a1a1 (F78)
                  - O-F23879 - フィリピン[4]、台湾（紀元1-800年頃の漢本遺跡[4]）
                  - O-MY200 - インドネシア[4]（ニアス島[1]、ムンタワイ諸島[1]、スマトラ島[1]）
                  - O1a1a1a1a (F81)
                    - O1a1a1a1a1 (CTS2458) - 中国（主に中国南東部に分布しており、全国男性人口の約5.26％を占める[25]）
                      - O1a1a1a1a1a (F533) - 中国（主に中国南東部に分布しており、全国男性人口の約5.01％を占める[26]）
                        - O1a1a1a1a1a1 (F492) - 中国（男性人口の約4.83％を占め、主に浙江省、上海市およびその周辺地域に分布が集中している[27]）
                          - O1a1a1a1a1a1a (F656) - 中国[4]（全国男性人口の約1.8%を占め、特に浙江省[5.24%]、上海市[4.26%]、安徽省[2.99%]、江蘇省[2.88%]、福建省[2.69%]、江西省[2.50%]等長江下流域及び台湾[3.01%]に多い[28]）
                            - O-MF6070 (Y168614, FGC85970) - 中国[23][5][6]、シンガポール[23][5]
                            - O-MF20405 - 中国[6][23]、タイ[23]
                            - O-Y137090 - 中国（男性人口の約0.18％を占め、洪姓を称する者が多く、特に台湾[1.26%]、海南省[1.08%]、福建省[0.87%]、広東省[0.68%]、浙江省[0.39%]等南東部に集中して分布している[29]）、台湾[5][23]、シンガポール[5]、タイ[23]
                            - O1a1a1a1a1a1a1 (A12440)
                              - O-Y137138 - 中国[5][6]
                              - O-MF6062 - 中国（男性人口の約0.08%を占め、特に重慶市[0.23%]、広西壮族自治区[0.23%]、安徽省[0.21%]、浙江省[0.21%]、上海市[0.18%]、江蘇省[0.17%]に多い[30]）
                              - O-MF6067 - 中国[5][6]
                              - O-MF6555 - 中国[5][6]
                              - O1a1a1a1a1a1a1a (A12439) - 中国[23][5]（男性人口の約0.21%を占め、特に浙江省[0.75%]、上海市[0.73%]、江蘇省[0.55%]に多い[31]）

                            - O1a1a1a1a1a1a2 (A14788)
                            - O1a1a1a1a1a1a3 (F65) - 中国[4][5][23]（男性人口の約0.18%を占め、余姓を称する者が多く、特に浙江省[0.77%]、江西省[0.67%]、湖北省[0.49%]、福建省[0.37%]、重慶市[0.31%]等南東部に集中して分布している[32]）、香港[4][5][23]、台湾[23]
                            - O1a1a1a1a1a1a4 (MF1069) - 中国[6][5]
                            - O1a1a1a1a1a1a5 (Z23482) - タイ[4][23]、ベトナム[4][23]、中国[4][23]（シーサンパンナタイ族[5]）

                          - O1a1a1a1a1a1b (FGC66168) - 中国[5][23]、台湾[23]、韓国[23]
                            - O1a1a1a1a1a1b1 (CTS11553, Z23496) - 中国[4][5]（現代中国の男性人口の約0.58%を占め、葉姓を称する者が多く、特に浙江省[2.48%]、江西省[1.29%]、海南省[1.13%]、台湾[1.10%]、福建省[1.09%]、安徽省[1.06%]、広東省[1.03%]等南東部に集中して分布している[33]）、香港[4][23]、ベトナム[4][23]、インドネシア（ジャカルタ都市圏[5]）、マダガスカル[5]

                          - O-Y31267 - 中国（四川省[5][6]チベット族[6]及び漢族[6]、湖南省張家界市[23]土家族[6]、江西省上饒市[6]）
                            - O1a1a1a1a1a1c (Y31266)
                              - O-A22476 - 中国[5][6]
                              - O-Y142811 - 中国[5]、台湾[23]、シンガポール[5][23]
                              - O1a1a1a1a1a1c1 (Y31261) - 中国[4][6][5][23]、カンボジア[4][5]

                          - O-A12442 - 中国[6][23][5]
                            - O1a1a1a1a1a1d (A12441) - 中国[6][23][4][5]、台湾[23]、シンガポール[23][5]

                          - O1a1a1a1a1a1e (MF1071) - 中国[6][5]
                            - O1a1a1a1a1a1e1 (MF1074) - 中国[6][5]

                        - O1a1a1a1a1a2 (CTS4585, Y13985) - 中国[4][5][23]（主に南東部に分布しており、全国の男性人口の約0.04％を占める[34]）

                    - O1a1a1a1a2 (MF1075, MF1076) - 中国[5][23]（主に中国南東部に分布しており、全国男性人口の約0.44％を占める[35]）、台湾[23]、ベトナム[4][23]、シンガポール[5][23]

            - O1a1a1a2 (AMM253/AM00298/YP4610/Z39229) - オーストロネシア[36]
              - O1a1a1a2a (AM00330/AMM480/B386) - シンガポール[23]
                - O1a1a1a2a1 (AM00333/AMM483/B387) - シンガポール[4][23]、フィリピン[4]、インドネシア[4]、アメリカ合衆国[4]
                  - O1a1a1a2a1a (B388) - シンガポール[4][23]、フィリピン[4][5][23]

              - O1a1a1a2b (SK1555) - シンガポール[4][23]、台湾[4][23]、フィリピン[4]

          - O1a1a1b (F5498/SK1568/Z23420, CTS8920) - 中国（主に海南・湖南・重慶・四川・広西・広東一帯に集中しており、中国人男性の約1.17％を占める[37]）
            - O1a1a1b1 (M101) - タイ[4][23]、マレーシア（コタキナバル[38]）、中国[4][5][23]（湖南省、湖北省、海南省、江西省等に高頻度で分布しており、全国の男性人口の約0.20％を占める[39]）
            - O1a1a1b2 (Z23392)
              - O-F16755 - ベトナム[4]、タイ[4]
              - O1a1a1b2a (Z23442)
                - O-MF57639 (MF57639, MF60537) - 中国[6]、タイ[4]、シンガポール[5]
                - O-Z38638 - 中国（男性人口の約0.37％を占め、主に湖南省、重慶、広西チワン族自治区、台湾、貴州省、広東省、四川省等に分布[40]）、香港[4]、タイ[4]、ベトナム[4]
                - O-F22870 (F22870, V2326)
                  - O-MF33000 - 中国[5]（中国人男性人口に占める割合は約0.15％で、そのうち約三人に二人が唐姓を称しており、主に湖南省[1.51%]、貴州省[0.59%]、四川省[0.40%]、雲南省[0.27%]、重慶市[0.19%]一帯に分布している[41]）
                  - O1a1a1b2a1 (SK1571) - 中国[4][6]（土家族[23]）

        - O-CTS8423/O-K587
          - O-SK1522/O-SK1524/O-Y170867 - 中国[5][4]（主に江蘇省、浙江省、上海市一帯に分布し、全国男性人口の約0.05%を占める[42]）、ベトナム[23][4]
          - O-F2444/O-F4243 - 中国（主に中国南方地域に分布し、全国男性人口の約0.50%を占める[43]）、ハンガリー[5]、韓国[23]、ベトナム[23][4]
          - O1a1a2 (CTS52)
            - O-Y89818 (TMRCA約7,010年前[6]）
              - O-BY47757/O-MF14481 (TMRCA約3,980年前[6]）
                - O-Y156452 - 中国（浙江省[5][6]、江蘇省[6]、山東省[6]）
                - O-MF15474 (TMRCA約3,660年前[6]）
                  - O-MF35930/O-Z13884 (TMRCA約3,050年前[6]）
                    - O-MF53619 (TMRCA約3,040年前[6]）- 中国（浙江省[5]）
                      - O-Y171819 - 中国（江蘇省[6]）
                      - O-MF36599/O-Y174212/O-ACT612 - 韓国[23][6]、中国（朝鮮族[23]）

                    - O-MF74070 - 中国（山東省[6]、山西省[6]、河南省[6]、甘粛省[6]）

                  - O-MF14918 - 中国（吉林省[5][23][6]、浙江省[6]、遼寧省[6]、江蘇省[6]、山東省[6]、内蒙古自治区[6]、上海市[6]）

              - O-FGC66104 (TMRCA約5,910年前[6]）- 中国（現在、中国男性人口の約0.49%を占める[44]）
                - O-FGC66104* - 日本[6]
                - O-MF6285/O-Y175141 - 中国（全国男性人口の約0.09%を占め，主に江蘇省[5]、上海市[5]、河南省等に分布[45]）
                - O-FGC66058
                  - O-FGC66056
                    - O-FGC66079 - 中国（全国男性人口の約0.39%を占め、徐氏を称する者が多く、主に浙江省[1.69%]、湖北省[1.01%]、江西省[0.97%]、重慶市[0.78%]、貴州省[0.67%]、安徽省[0.61%]、雲南省[0.55%]、四川省[0.44%]、湖南省[0.44%]、上海市[0.42%]等長江沿岸に分布、その中でも特に浙江省南西部及び江西省北東部一帯に集中している[46]）、フィリピン[4]

            - O1a1a2a (CTS701)
              - O-Y157651
                - O-Y156848
                  - O-MF117536/O-Page109 - 中国（全国男性人口の約0.04%[47]）

                - O-CTS2118 - 中国[4]（広東省[5]、湖南省[23]、江蘇省[23]、山東省[23]、北京市[5]、遼寧省[5]）、シンガポール[5][23]
                  - O-MF6122 - 中国（全国男性人口の約0.24%を占め、主に湖南省、重慶市、湖北省、江西省、広東省等南方各地に分布[48]）

              - O1a1a2a1 (K644/Z23266)
                - O-CTS9421 - 中国[5][23]（全国男性人口の約0.28%を占め、主に台湾、江西省、福建省、湖南省、広東省等南方各地に分布[49]）
                  - O-CTS352 - 中国[4]（福建省[5]）、シンガポール[5][23]、日本[4]

                - O-Z23267
                  - O-Y168496/O-Y168619 - 中国（江蘇省[5][6]、河南省[5][6]、安徽省[6]、浙江省[6]、江西省[6]、上海市[6]、黒竜江省[6]、河北省[6]、湖南省[6]、吉林省[6]）
                  - O-Z23274 - 中国（全国男性人口の約0.32%を占め、海南省、广西壮族自治区、貴州省、広東省、雲南省等の地域にて高頻度に分布[50]）
                    - O-MF117501/O-Y185430 - 中国（広東省[5][6]、山東省[5][6]、河南省[6]、湖南省[6]、安徽省[6]、陝西省[6]、広西壮族自治区[6]）
                    - O-Z23271
                      - O-Z7773/O-YP345 - 中国[4]（雲南省タイ族[5]、広東省[23]）、台湾[23]
                      - O-Z23338/Y18196 - 雲南省タイ族[5]

                  - O-CTS716/O-CTS10805 - 中国（全国男性人口の約0.46%を占め、主に江西省、湖南省、広東省、四川省、重慶等の南方各地に分布[51]）、インドネシア[4]
                    - O-Y148878 - 中国（広東省[5]、四川省[5]）
                    - O-MF2375 - タイ[4]
                      - O-CTS9375 - 中国[4]（湖南省[5]、北京漢族[5]）
                      - O-MF6381/O-MF6454/O-FTA8801/O-Z28447 - 中国[6][23]、シンガポール[5]、インドネシア（ジャカルタ都市圏[5]）

      - O1a1b (CTS5726) - 亮島（紀元前6370-6110年の新石器時代初期の古人骨[4]）
        - O-CTS6088/O-F14840 - 中国[4][5]（全国男性人口の約0.08%、主に東南部に集中して分布[52]）、タイ[4]
        - O-SK1590
          - O-F1476 - 中国[5]（全国男性人口の約0.12%[53]）、シンガポール[4]、インドネシア[4]、フィリピン[4]
          - O-B390/O-Y238434 - カンボジア[4]、シンガポール[4][5]、インドネシア[4]、フィリピン[4][5]

    - O1a2 (M110) 台湾原住民、フィリピン、インドネシア、マダガスカル、メラネシア、ミクロネシア、ハワイ
      - O1a2a (F3288)
        - O-F19041/O-M3444 - 中国（湖南省侗族[23]、四川省閬中市陳氏[6]、広東省仏山市三水区梁氏[6]等）、ラオス[4][23]、タイ[4][23]
        - O-Z38625 - パプアニューギニア[4]、バヌアツ[4]、インドネシア（スラウェシ島[4]）、フィリピン[4]（パラワン島バタク人[23]）、ニュージーランド（マーオリ人Metekingi氏[23]）、アンゴラ[4]
        - O-FT11768/O-FT45551
          - O-BY60500 - アメリカ合衆国[4]（バージニア州、メリーランド州、ノースカロライナ州）
          - O-FT107304/O-Y33185 - ハワイ[4][5]、フィリピン[4]
          - O-F16014
            - O-F16159 - シンガポール[4]、サウジアラビア[4][5]、アメリカ合衆国[4]
            - O-FTC48265 - インドネシア（スマトラ島[4]）

          - O-F1600 - シンガポール[4]
            - O-Y175056/O-SK1154 - 中国[5][6]
            - O-F980 - タイ[4]（タイ・ダム族[23]、ヤオ族[23]）、中国[4][6]（江蘇省漢族、安徽省宣城市宣州区潘氏、福建省竜岩市長汀県頼氏等[23]）
            - O-Y180671 - シンガポール[4][5]、フィリピン[4][5]

          - O1a2a1 (B392) - ブルネイ[4]
            - O1a2a1a (B393) - ブルネイ[4]、フィリピン[4]、シンガポール[5]

    - O-F1036/O-F3112/O-Y144065 - 中国全国の男性人口の約0.36%を占める[54]
      - O-Y87942/O-MF38142 - 中国[5][6]
      - O-F1009 - 中国[5][6]、北朝鮮[5]